# Darker Days Ahead
Darker Days Ahead è il secondo album in studio del gruppo musicale grindcore statunitense Terrorizer, pubblicato nel 2006.
Il disco è uscito 17 anni dopo il precedente album d'esordio.

## Tracce
1. Inevitable – 1:03
2. Darker Days Ahead – 3:46
3. Crematorium – 3:54
4. Fallout – 3:48
5. Doomed Forever – 3:23
6. Mayhem – 3:57
7. Blind Army – 3:06
8. Nightmare – 3:42
9. Legacy of Brutality – 2:25
10. Dead Shall Rise V.06 – 3:32
11. Victim of Greed – 4:11
12. Ghost Train – 2:34

## Formazione
- Anthony Rezhawk - voce
- Jesse Pintado - chitarra
- Tony Norman - basso
- Pete Sandoval - batteria